# Bromma Red Saints
Bromma Red Saints är en svensk rugbyklubb som bildades 1990 av gymnasieelever från St Jakobigymnasiet efter att ha blivit undervisade i rugby av sin gymnastiklärare Mike Guidetti. Klubben lyckades ta sig till Elitserien 2002 men åkte ur samma år. Klubben har satsat på yngre spelare och lyckats få många spelare i landslaget. På senare år (2010) har laget slagits ihop med Attila.[källa behövs] Hemmaarenan är Bromma sportfält som ligger i Stockholm bredvid Stockholm-Bromma flygplats.